# Відкритий чемпіонат Франції з тенісу 1989
Відкритий чемпіонат Франції з тенісу 1989 — тенісний турнір, що проходив на відкритому повітрі на ґрунтових кортах Стад Ролан Гаррос у Парижі з 29 травня по 11 червня 1989 року. Це був 88-й Відкритий чемпіонат Франції, другий турнір Великого шолома в календарному році. 

## Огляд подій та досягнень
На Ролан-Гарросі  1989 панувала молодість. Як у чоловіків так і у жінок перемогли сімнадцятирічні гравці. У чоловіків перемогу здобув Майкл Чанг, якому було на той час 17 років 3 місяці. Станом на 2017 рік це досі залишається рекордно юним віком переможця турніру Великого шолома. У жінок перемогу здобула Аранча Санчес Вікаріо — 17 років та 6 місяців. На той час це було рекордно юним віком, але згодом це досягнення перевершила Моніка Селеш (16 років та 6 місяців). Санчес Вікаріо стала першою іспанкою, що змогла виграти турнір Великого шолома. 
Минулорічний переможець чоловічого турніру Матс Віландер поступився в чвертьфіналі, а чинна чемпіонка Штеффі Граф програла у фіналі. Для неї це була перша поразка за два роки — у 1988 вона виграла Золотий шолом. 
У парному жіночому розряді свої перші титули Великого шолома здобули Лариса Савченко та Наташа Звєрєва.
А юніори були ще молодші. Дженніфер Капріаті виграла змагання дівчат в одиночному розряді у віці 13 років та 2 місяців.

## Результати фінальних матчів

### Дорослі
| Одиночний розряд. Чоловіки              |                                          |                         |
| Майкл Чанг                              | Стефан Едберг                            | 6–1, 3–6, 4–6, 6–4, 6–2 |
|                                         |                                          |                         |
| Одиночний розряд. Жінки                 |                                          |                         |
| Аранча Санчес Вікаріо                   | Штеффі Граф                              | 7–6(8–6), 3–6, 7–5      |
|                                         |                                          |                         |
| Парний розряд. Чоловіки                 |                                          |                         |
| Джим Гребб Патрік Макінрой              | Мансур Бахрамі Ерік Віноградскі          | 6–4, 2–6, 6–4, 7–6(7–5) |
|                                         |                                          |                         |
| Парний розряд. Жінки                    |                                          |                         |
| Лариса Савченко-Нейланд Наталія Зверєва | Штеффі Граф Габріела Сабатіні            | 6–4, 6–4                |
|                                         |                                          |                         |
| Мікст                                   |                                          |                         |
| Манон Боллеграф Том Нейссен             | Орасіо де ла Пенья Аранча Санчес Вікаріо | 6–3, 6–7, 6–2           |
|                                         |                                          |                         |

### Юніори
| Одиночний розряд. Хлопці     |                |               |
| Фабріс Санторо               | Джаред Палмер  | 6–3, 3–6, 9–7 |
|                              |                |               |
| Одиночний розряд. Дівчата    |                |               |
| Дженніфер Капріаті           | Ева Швіглерова | 6–4, 6–0      |
|                              |                |               |
| Парний розряд. Хлопці        |                |               |
| Джоан Андерсон Тодд Вудбрідж |                |               |
|                              |                |               |
| Парний розряд. Дівчата       |                |               |
| Ніколь Пратт Ван Шитін       |                |               |
|                              |                |               |